# Reader's Digest
Reader's Digest es una revista mensual estadounidense de interés general que se publica diez veces al año y se comercializa por suscripción. Fue fundada en 1922 por DeWitt Wallace y su esposa Lila Bell Wallace. El primer número apareció el 5 de febrero de 1922. Su sede estaba ubicada en Chappaqua, Nueva York, y se trasladó a Manhattan, donde se encuentra en la actualidad. Se trata de la revista más leída del mundo que en 2022 cumplió cien años.
The Reader's Digest Association, propietaria original, presentó quiebra en 2012 y salió a flote en 2013. La empresa cambió su nombre por Trusted Media Brands, Inc . Aparte de la edición estadounidense, la revista tiene 31 versiones en 17 idiomas. La edición en castellano se llama Selecciones.

## Historia
La revista fue concebida por De Witt mientras se recuperaba en un hospital de las heridas de metralla recibidas durante la batalla de Verdún en la Primera Guerra Mundial. Wallace quería reunir en una revista una muestra de sus artículos favoritos procedentes de varias revistas mensuales. Al regresar de Europa, envió su proyecto a más de diez grandes editores en Estados Unidos. Nadie le vio interés comercial, salvo el magnate Randolph Hearst, quien sin embargo tampoco lo consideró viable.
En 1922, DeWitt Wallace y Lila Bell Wallace comenzaron a publicar la revista en el sótano de una casa ubicada en la esquina de Macdougal Street y Minetta Lane, en pleno corazón del Greenwich Village, Nueva York. Previamente, el matrimonio había enviado 5 mil cartas a amigos, conocidos y otros en las que se les solicitaban 3 dólares por la suscripción anual a la revista. De las 5 mil personas contactadas, 1.500 aceptaron la propuesta. Reader's Digest empezó con un capital inicial de 4.500 dólares.
Reader's Digest tenía 30 artículos, uno por cada día del mes, seleccionados de otras revistas. Los artículos estaban «condensados», es decir, abreviados, sin que se perdiera por ello su sentido.
En 1929, la revista ya tenía 290 mil suscriptores y tuvo un ingreso bruto de 900 mil dólares al año. Con el tiempo, Reader's Digest se convirtió en uno de los fenómenos editoriales más importantes a nivel mundial.
La primera columna de la revista se publicó en la edición de enero de 1945. El nombre del autor, Wilfred J. Funk, se dio a conocer en el mes de febrero de 1945. 
En 1952 Reader's Digest sacó una serie de artículos, llamados Cáncer en una cajetilla, sobre la relación entre el tabaco y el cáncer de pulmón. Los artículos atrajeron la atención del público, que hasta entonces había ignorado los peligros del tabaco para la salud.
A partir de la década de 2000, la revista ha experimentado un declive en el número de lectores.

## Contenido
La revista publica artículos originales, artículos resumidos o reimpresos de otras revistas, colecciones de chistes, anécdotas, citas y otros escritos breves. Cada ejemplar de la revista tiene como artículo final un libro, de ficción o ensayo, abreviado para que ocupe unas treinta páginas. Reader's Digest también publica tomos independientes de la revista que recogen tres o cuatro novelas de éxito condensadas, aunque en este caso con mayor longitud.

## Marketing directo
RDA ofrece muchos productos de pedidos por correo incluidos con "sorteos" o concursos. Reader's Digest de EE. UU. y otras revistas estadounidenses de la compañía no utilizan sorteos en sus promociones por correo directo. La empresa ha emprendido un cambio notable hacia el marketing directo electrónico para adaptarse al cambiante panorama de los medios.  A mediados del siglo XX, los álbumes discográficos de música popular clásica y escucha fácil, con el nombre de la revista, se vendían por correo. Reader's Digest también se asoció con RCA para ofrecer un club de música por correo que ofrecía precios de descuento en discos de vinilo.

## Organización empresarial y propiedad
En 1990, la empresa matriz de la revista, The Reader's Digest Association, Inc. (RDA), se convirtió en una corporación que cotiza en bolsa. De 2005 a 2010, RDA registró pérdidas netas todos los años.
En marzo de 2007, Ripplewood Holdings LLC lideró un consorcio de inversores de capital privado que adquirieron la empresa mediante una compra apalancada por 2.800 millones de dólares, financiada principalmente mediante la emisión de deuda por valor de 2.200 millones de dólares. Ripplewood invirtió 275 millones de dólares de su propio dinero y contó con socios como Rothschild Bank de Zúrich y GoldenTree Asset Management de Nueva York. El acuerdo de capital privado triplicó los pagos de intereses de la asociación, hasta 148 millones de dólares anuales.
El 24 de agosto de 2009, RDA anunció que había presentado ante el Tribunal de Quiebras de EE. UU. una quiebra bajo el Capítulo 11 para continuar con sus operaciones y reestructurar la deuda de 2.200 millones de dólares contraída por la operación de compra apalancada. La empresa salió de la quiebra con los prestamistas canjeando deuda por capital, y la totalidad de la inversión en capital de Ripplewood se extinguió.
En abril de 2010, la rama británica fue vendida a sus directivos. Tiene un acuerdo de licencia con la empresa estadounidense para seguir publicando la edición británica.
El 17 de febrero de 2013, RDA Holding se declaró en quiebra por segunda vez. La empresa fue adquirida por 1 libra esterlina por Mike Luckwell, inversor de capital riesgo y en su día máximo accionista de la empresa de marketing WPP plc.

## Acuerdo de sorteos
En 2001, los fiscales generales de 32 estados llegaron a acuerdos con la empresa y otros operadores de sorteos para resolver las acusaciones de que engañaron a los ancianos para que compraran productos porque eran "ganadores garantizados" de una lotería. El acuerdo requería que las empresas ampliaran el tamaño de letra de los avisos en el empaque de que no es necesario realizar ninguna compra para participar en el sorteo y que:
1. Establezca una "lista de no contacto" y abstenerse de solicitar futuros clientes de "alta actividad" a menos y hasta que "Reader's Digest" realmente se ponga en contacto con ese cliente y determine que el cliente no está comprando porque cree que la compra mejorará sus posibilidades de ganar.
2. Envíe cartas a las personas que gasten más de $1000 en un período de seis meses diciéndoles que no están obligados a hacer compras para ganar el sorteo, que hacer una compra no mejorará sus posibilidades de ganar y que todas las participaciones tienen la misma oportunidad de ganar ya sea que la entrada esté o no acompañada de una compra.[17][18][19]

El acuerdo pareció afectar negativamente la circulación de "Reader's Digest" en los EE. UU. Su circulación máxima en la década de 1970 fue de 17 millones de suscriptores estadounidenses.
La edición del Reino Unido de Reader's Digest también ha sido criticada por el Trading Standards Institute por aprovecharse de los ancianos y vulnerables con correos masivos engañosos que afirman que el destinatario tiene garantizado un gran premio en efectivo y les aconseja que no hablen esto con nadie más. Tras su queja, la Autoridad de Normas Publicitarias dijo que iniciaría una investigación. La investigación de ASA confirmó la denuncia en 2008 y dictaminó que los correos de "Reader's Digest" eran irresponsables y engañosos (particularmente para los ancianos) y había infringido tres cláusulas del código del Comité de prácticas publicitarias. Reader's Digest comunicó que no volvería a usar este tipo de correos.

## Ediciones internacionales
La primera edición internacional de Reader's Digest salió en Reino Unido en 1938. En diciembre de 1940 surgió la versión en castellano Selecciones. En 1942 apareció Revista Seleções en Brasil. 
La política de la revista hace especial hincapié en la universalidad de los artículos publicados en las ediciones internacionales. Reader's Digest siempre se ha preocupado de no ser percibida como un producto cultural agresivo. En cada país donde se publica se adaptan los contenidos a la cultura del lugar. Por ejemplo, se cambian las unidades de medida. Cuando es pertinente, los nombres de instituciones estadounidenses son trocados por nombres de instituciones locales. Incluso se omiten aquellos artículos que son demasiado centrados en asuntos internos de los Estados Unidos. En ocasiones, las ediciones internacionales incluyen artículos elaborados por las sucursales de The Reader's Digest Association.
La sede central estadounidense no interviene en las adaptaciones. Esto se extiende a la publicidad de la revista, gestionada en cada país de manera también independiente.

### Otros países de edición de Reader's Digest
Los países en los que ya era distribuida la revista antes del surgimiento de la versión local aparecen en cursiva.
1942 - Brasil, bajo el nombre Seleções do Reader's Digest
1943 - Suecia
1945 - Finlandia
1946 - Australia, Dinamarca*, Japón**
1947 - Bélgica (en francés), Francia, Noruega
1948 - Canadá (bilingüe), Alemania Occidental, Italia***, Sudáfrica, Suiza
1950 - Argentina, Nueva Zelanda
1952 - Austria, España
1954 - India (en inglés), Egipto****
1957 - Holanda
1965 - Hong Kong, Sureste asiático (en chino tradicional)
1967 - Bélgica (en neerlandés)
1971 - Puerto Rico, Portugal
1972 - Filipinas
1978 - República de Corea
1991 - Hungría, Rusia
1993 - República Checa
1995 - Polonia
1996 - Tailandia
1997 - Eslovaquia
2005 - Rumania, Eslovenia, Croacia, Bulgaria
2007 - Bosnia y Herzegovina, Serbia, Ucrania
Notas
(*) Publicación terminada en 2005, remplazada por la versión sueca

(**) Publicación terminada en febrero de 1986, reemplazada por la versión del sureste asiático

(***) Publicación terminada en 2007

(****) Publicación terminada en 1962, fue posteriormente continuada entre 1977 y abril de 1993

## Versiones francesa, belga, finlandesa y española
Tras su llegada a Francia en 1947 con los soldados estadounidenses, la marca se afianzó en Francia hasta la década de 2010. En mayo de 2013, las filiales francesa, belga y finlandesa fueron vendidas al grupo español Club Internacional del Libro (CIL), ya que RDA (Reader's Digest Association), el holding propietario de la marca, se enfrentaba a enormes problemas de tesorería.
En 2016, la marca «Sélection Reader's Digest» en Francia fue adquirida por Art Gallery France, que distribuye la versión francesa de la revista. Sélection Reader's Digest opera principalmente en la venta a distancia de productos editoriales y de ocio, y está recuperando cuota de mercado.

## Libros
Reader's Digest publica cada dos meses una serie de antologías de tapa blanda llamadas Reader's Digest Select Editions (anteriormente conocidas como Reader's Digest Condensed Books). Durante la década de 1970, también existió Reader's Digest Press, que publicaba obras completas y originales de no ficción.
En Alemania, Reader's Digest tiene su propia editorial, Verlag Das Beste, que no sólo publica la edición alemana de la revista Reader's Digest. Desde 1955, publica Reader's Digest Auswahlbücher (una edición alemana de los libros condensados de Reader's Digest). Además de publicar la revista, la editorial es especialmente conocida en Alemania por la antología de ciencia ficción Unterwegs in die Welt von Morgen ("El camino hacia el mañana"), que consta de 50 volúmenes de tapa dura de novelas clásicas de ciencia ficción (como Stranger in a Strange Land de Robert A. Heinlein, 2001 de Arthur C. Clarke  o Fahrenheit 451, de Ray Bradbury, normalmente dos novelas por volumen) publicadas entre 1986 y 1995. Otras series más recientes de la editorial incluyen Im Spiegel der Zeit («Reflexiones de la época», una serie de reportajes recientes de periódicos o revistas) y Klassiker der Weltliteratur («Clásicos de la literatura universal»).
Además, Reader's Digest reeditó clásicos de la literatura en tapas duras de cartón coloreado de larga duración. Rebecca, de Daphne Du Maurier, Roughing It, de Mark Twain, y My Antonia, de Willa Cather, fueron algunos de ellos.